# Oscar Straus

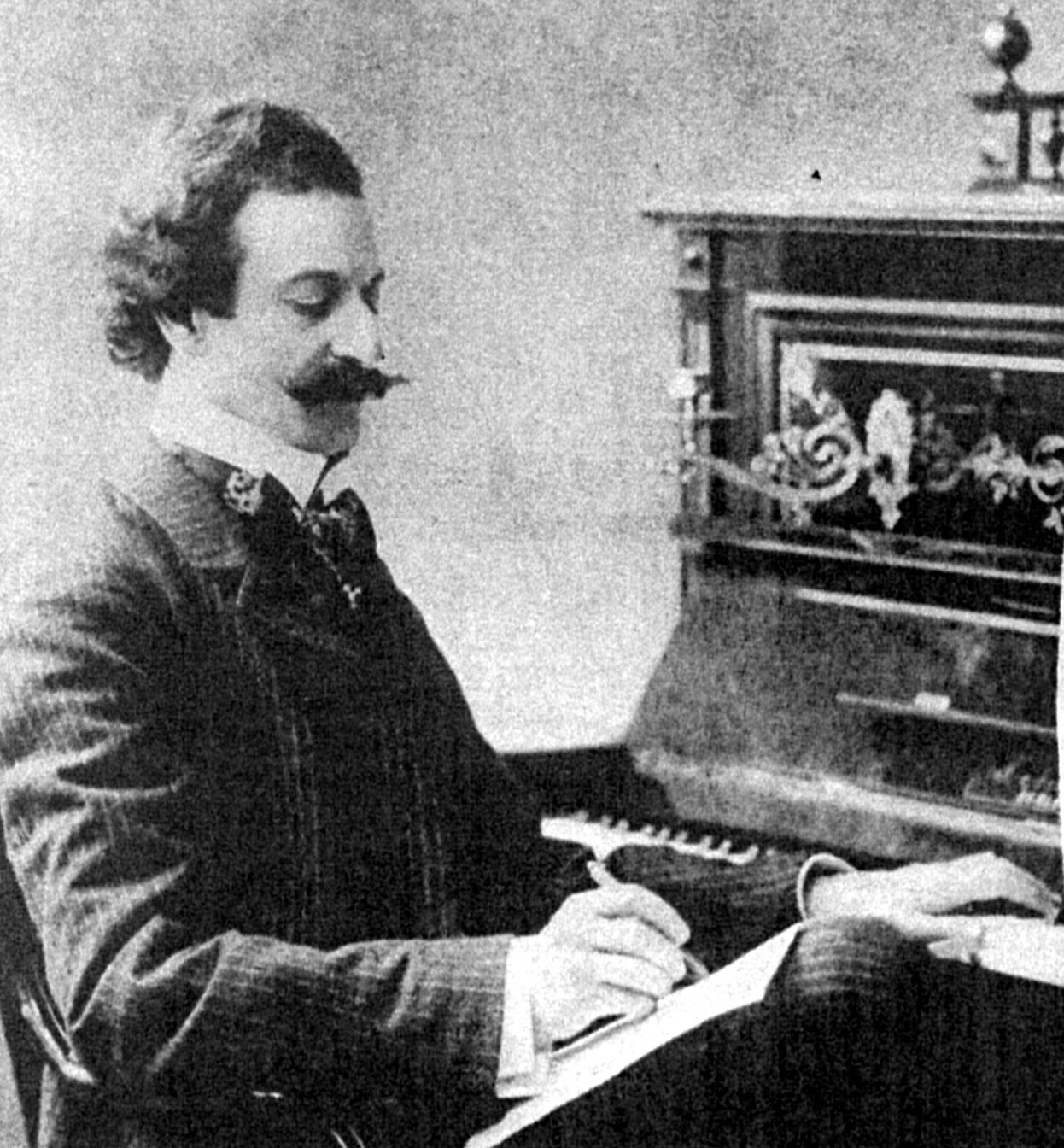
Oscar Straus (1901)

Oscar Straus (Wenen, 6 maart 1870 – Bad Ischl, 11 januari 1954), was een Oostenrijks (vanaf 1939 Frans) componist van veel operettes. Daarnaast heeft hij 3 opera’s geschreven en ook kamermuziek, liederen en filmmuziek.

## Carrière
Oscar Straus was een leerling van Max Bruch. Aanvankelijk was hij ook dirigent, onder andere bij theaters in Berlijn, Brno en Mainz.
Vanaf 1927 was hij als componist werkzaam in Wenen, Parijs en uiteindelijk New York. In 1948 keerde hij terug naar Europa.

## Werken van zijn hand
| - Die lustigen Nibelungen (1904) - Zur indischen Witwe (1905) - Hugdietrichs Brautfahrt (1906) - Ein Walzertraum (1907) - Der tapfere Soldat (1908) - Das Tal der Liebe (1909) - Mein junger Herr (1910) - Rund um die Liebe (1914) - Der Favorit (1916) - Liebeszauber (1919) - Eine Ballnacht (1919) - Der letzte Walzer (1920) - Eine Frau die weiss was sie will (1932) - Die Musik kommt (1948) - Ihr erster Walzer (1950) - Bozena (1952) | - Colombine (1904) - Die Prinzessin von Tragant (1912) - Jenny Lind (1930) - The Smiling Lieutenant (1932) - The Southerner (1932) - One hour with You (1932) - Die Herren von Maxim (1933) - Frühlingsstimmen (1934) - Land Without Music (1935) - Make a Wish (1935) - La ronde (1950) |

## Trivia
Oscar Straus (met één s) zou geen familie zijn van de bekende Johann Strauss (sr. & jr.), maar de anekdotes die daarover rond gaan verschillen van opvatting.